# Quarto Trabacchini
Quarto Trabacchini (Viterbo, 2 agosto 1949 – Viterbo, 11 giugno 2021) è stato un politico italiano.

## Biografia
Divenne membro della Camera dei Deputati dal 9 luglio 1987 con il PCI per due legislature fino al 1994.